# نیروگاه هسته‌ای جنوب تگزاس

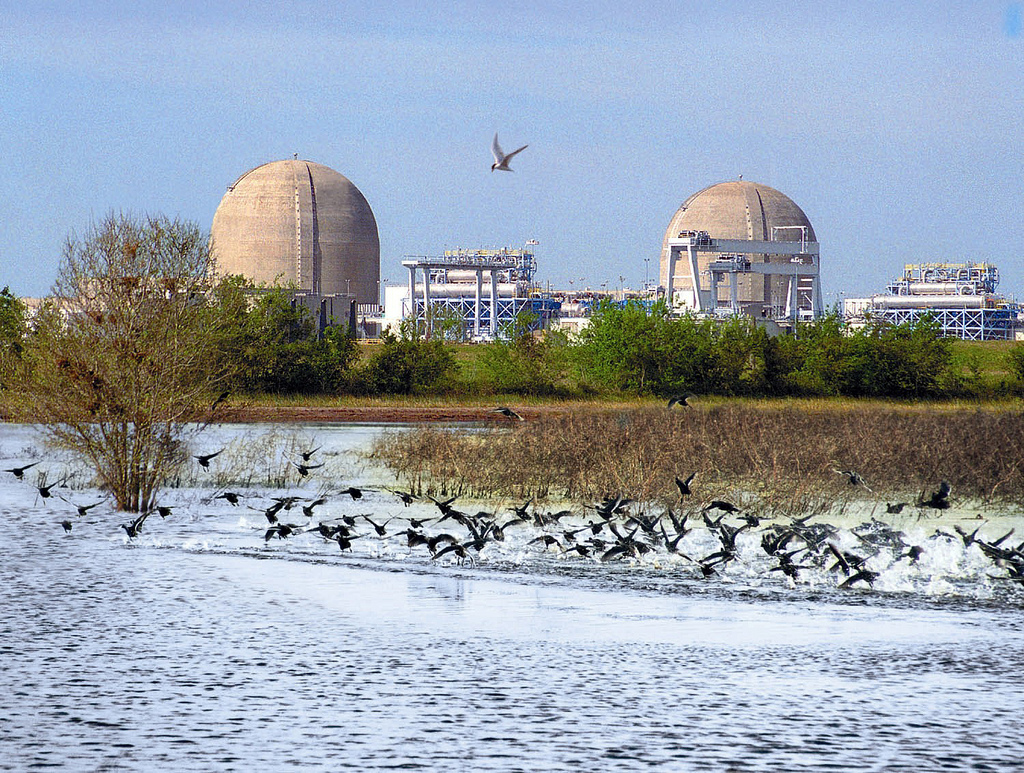
نیروگاه هسته‌ای جنوب تگزاس

نیروگاه هسته‌ای کومانچه پیک (به انگلیسی: South Texas Nuclear Generating Station) (در ۱۴۵ کیلومتری جنوب غربی هیوستون، تأسیس ۱۹۸۸) یکی از نیروگاه‌های امریکا است از نوع نیروگاه هسته‌ای با ظرفیت تولید ۲۵۰۰ مگاوات که شامل دو رآکتور ساخت وستینگهاوس است. 